# Avrigny
Avrigny é uma comuna francesa na região administrativa de Altos da França, no departamento de Oise. Estende-se por uma área de 6,01 km². Em 2010 a comuna tinha 385 habitantes (densidade: 64,1 hab./km²).